# Ayelet Shaked
Pour les articles homonymes, voir Shaked.
Ayelet Shaked (en hébreu : איילת שקד), née le 7 mai 1976 à Tel-Aviv, est une femme politique israélienne.
Élue députée à la Knesset pour le parti nationaliste Le Foyer juif en 2013, elle est ministre de la Justice de 2015 à 2019, au sein du quatrième gouvernement Netanyahou. Elle fonde La Nouvelle Droite en 2018. Entre 2021 et 2022, elle est ministre de l'Intérieur dans le gouvernement Bennett-Lapid.

## Biographie
Ayelet Shaked, de son nom de jeune fille Ayelet Ben Shaul, est née à Tel Aviv en Israël au sein d'une famille bourgeoise d'origine russe et irakienne. Sa mère, une enseignante de la Bible hébraïque, est ashkénaze (ses ancêtres faisaient partie de la première aliyah russe à la fin du XIXe siècle) et vote centre-gauche. Son père, né en Iran dans une famille juive irakienne ayant quitté cette région dans les années 1950, est comptable et vote pour le Likoud. Elle se décrit comme « à moitié irakienne et fière de l'être ».
Shaked grandit dans le quartier de Bavli à Tel Aviv. Elle déclare que sa passion pour la politique est née en regardant à huit ans un débat télévisé entre Yitzhak Shamir et Shimon Peres, durant lequel elle affirme avoir soutenu Shamir. À sa majorité, elle rejoint l'Armée de défense d'Israël et occupe rapidement le poste d’éducatrice et responsable culturelle dans la brigade Golani. Après son service militaire, elle intègre l'université de Tel Aviv et obtient un master en ingénierie électronique et informatique. Elle  travaille ensuite au service marketing de la société Texas Instruments.

## Parcours politique
De 2006 à 2008, elle est directrice du cabinet de Benjamin Netanyahou. Ce dernier doit s'en séparer à la demande de son épouse, Sara Netanyahou. Entre 2010 à 2012, elle crée et développe le mouvement politique Mon Israël avec Naftali Bennett.
Depuis fin 2011, elle fait campagne contre l'immigration illégale en provenance d'Afrique, estimant que ceci représentait une menace pour l'État d'Israël et un problème pour son économie. Elle fit aussi campagne contre la radio Galeï Tsahal, dont elle estime que la ligne éditoriale était politiquement de gauche.
En janvier 2012, Ayelet Shaked est élue membre du comité central du Likoud. Mais en juin 2012, elle démissionne et rejoint le parti Le Foyer juif. Le 14 novembre 2012, elle se hisse à la troisième place lors des primaires de son parti pour les élections législatives de janvier 2013 mais dans le cadre d'une alliance entre son parti et l'Union nationale, elle n'est que cinquième sur la liste. Lors de ces 19e élections législatives israéliennes, elle est élue membre de la Knesset, le Parlement israélien, mais reste la seule élue laïque (au sens israélien du terme) parmi les onze autres députés du Foyer juif.
Elle intègre la commission des affaires économiques, la commission parlementaire, la commission sur les travailleurs étrangers et de manière moins régulière la commission des finances. Elle préside le lobby pour les immigrants anglophones — les lobbies israéliens sont des groupes parlementaires se donnant pour mission le soutien d'individus ou de groupes clairement désignés —, celui pour Jonathan Pollard et celui pour les agents infiltrés et elle participe à de nombreux autres lobbies de la législature 2013-2015,. 
La veille du kidnapping et du meurtre du jeune Palestinien Mohammad Abou Khdeir par des extrémistes juifs, Ayelet Shaked publie sur Facebook un article du journaliste Uri Elitzur où elle voue à l'enfer les terroristes palestiniens et leurs proches qui les aident. Durant la guerre contre la bande de Gaza de 2014, appelée opération Bordure protectrice par l'armée israélienne, elle semble cautionner le meurtre de femmes palestiniennes pour les empêcher de donner naissance à des « petits serpents ». Le Premier ministre turc Recep Tayyip Erdoğan compare l'état d'esprit d'Ayelet Shaked à celui d'Adolf Hitler,,. Il cite ses propos : « Tout le peuple palestinien est notre ennemi. […] Israël devrait déclarer la guerre à l'ensemble du peuple [palestinien], ce qui inclut leurs personnes âgées et leurs femmes, leurs villes et leurs villages, leurs biens et leurs infrastructures ». Dans une tribune du Jerusalem Post du 16 juillet 2014, elle dénonce « ceux qui cherchent toujours à rendre Israël coupable », dont Gideon Resnick, journaliste américain du Daily Beast, les accusant d'avoir déformé ses propos.

### Ministre de la Justice du gouvernement Netanyahou

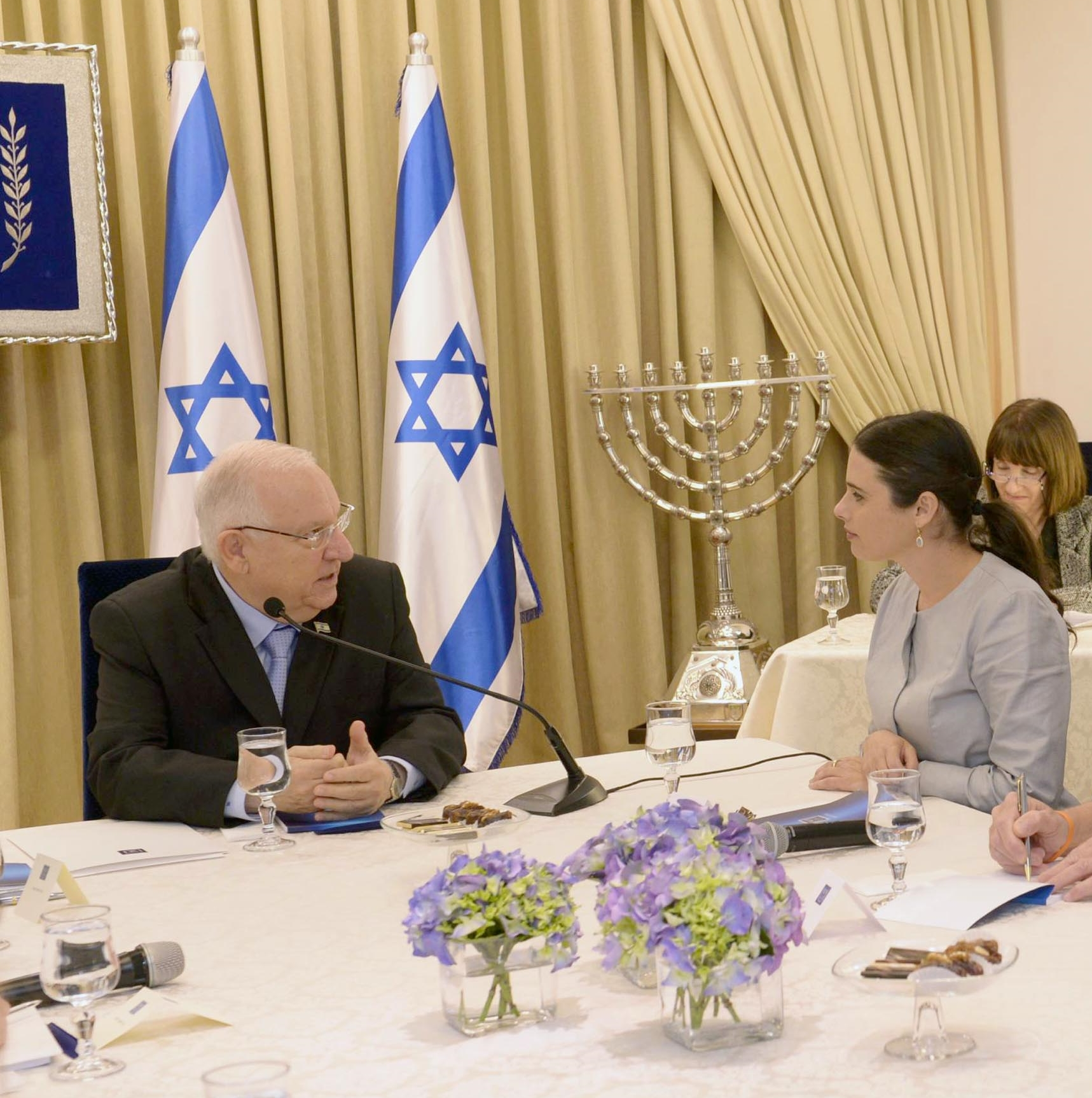
Ayelet Shaked avec le président Reuven Rivlin (2015).

Le 6 mai 2015, le Premier ministre, Benjamin Netanyahou, quelques heures avant le délai limite que lui impose la loi pour former un gouvernement, nomme Ayelet Shaked ministre de la Justice,,. Après avoir mené sous la précédente législature le combat pour le service militaire des ultra-orthodoxes, elle a pour ambition de diminuer les pouvoirs de la Cour suprême d'Israël.
Régulièrement victime d'attaques sexistes de la part de collègues députés et de journalistes, elle reçoit le soutien d'opposantes politiques comme Zehava Gal-On du parti de gauche Meretz,.
Le 4 août 2015, elle annonce vouloir séparer en deux le poste de conseiller juridique au gouvernement. Ce dernier se verrait ainsi déchargé de la fonction de procureur général et ne garderait que le rôle proprement dit de conseiller juridique auprès du gouvernement.
À l’origine de diatribes contre les Arabes et « l’ennemi » palestinien, elle s'attaque aux ONG de défense des droits de l’homme, qu'elle juge propalestiniennes. Elle fait ainsi adopter une loi sur leur financement pour réduire leur influence.
Elle est élue « femme de l'année » par le magazine Forbes en 2017.
Parfois surnommée la « Dame de fer » en raison de son intransigeance dans la répression des crimes et des délits commis par les Palestiniens ainsi que pour ses positions nationalistes, elle est favorable à la peine de mort pour les individus ayant commis des actes terroristes, y compris pour ceux de confession juive qui auraient tué des enfants palestiniens,. Toutefois, elle estime que la peine capitale ne doit s'appliquer que dans les cas les plus extrêmes.
Elle durcit significativement la législation répressive israélienne, tout particulièrement pour les Palestiniens vivant sous occupation israélienne. Elle a fait voter par la Knesset un projet de loi aggravant les peines de prison pour les lanceurs de pierres. Celles-ci sont passées de huit ans maximum à dix ou vingt ans, selon les cas. Pour accélérer la procédure, les autorités judiciaires n'auront pas à démontrer que les inculpés étaient « mus par une intention de nuire ». Elle présente par ailleurs un texte qui étend la notion d'« organisation terroriste » aux fondations caritatives musulmanes opérant dans les territoires palestiniens occupés ou en Israël. Toute personne ayant été bénévole dans une association caritative accusée de « complicité du terrorisme » s'exposera à une peine de prison pouvant aller jusqu'à 25 ans. D'autre part, les Palestiniens accusés de « terrorisme » verront leurs conditions de détention durcie. 
Le 29 décembre 2018, elle quitte Le Foyer juif pour créer La Nouvelle Droite, avec Naftali Bennett, en vue des élections législatives d'avril 2019. Le parti échoue de 0,03 point à atteindre le seuil de 3,25 % pour entrer à la Knesset. Elle perd donc son mandat de députée, avant d'être limogée par Benyamin Netanyahou le 2 juin 2019 de son poste de ministre de la Justice,. 
Elle s'allie avec les sionistes religieux de l'Union des partis de droite pour créer la coalition Yamina en vue des élections législatives israéliennes de septembre 2019, à l'issue desquelles elle est de nouveau élue députée. À la suite des élections législatives de 2020, Shaked se retrouve dans l'opposition à la Knesset avec les autres députés de la coalition Yamina.
Elle défend des positions ultra-nationalistes et favorables à l'intensification de la colonisation israélienne dans les territoires palestiniens.

### Ministre de l'Intérieur du gouvernement Bennett
Le 13 juin 2021, elle devient ministre de l'Intérieur dans le gouvernement de Naftali Bennett.

## Vie privée
Elle est mariée à Ophir Shaked, pilote de chasse dans la Force aérienne et spatiale israélienne. Le couple a deux enfants et la famille vit dans le quartier de Bavli à Tel Aviv.

## Récompenses
Shaked a reçu en 2012 le prix israélien Abramowitz pour la critique des médias (ici, sens positif du terme critique, signifiant l'amélioration de la qualité des médias à travers son analyse et sa critique).